# Kurt Schellnack
Kurt Schellnack (* 21. September 1932 in Calau; † 11. Februar 2023) war ein deutscher Arzt und Hochschulprofessor. Er ist Miterfinder der künstlichen Bandscheibe („Charité-Disk“).

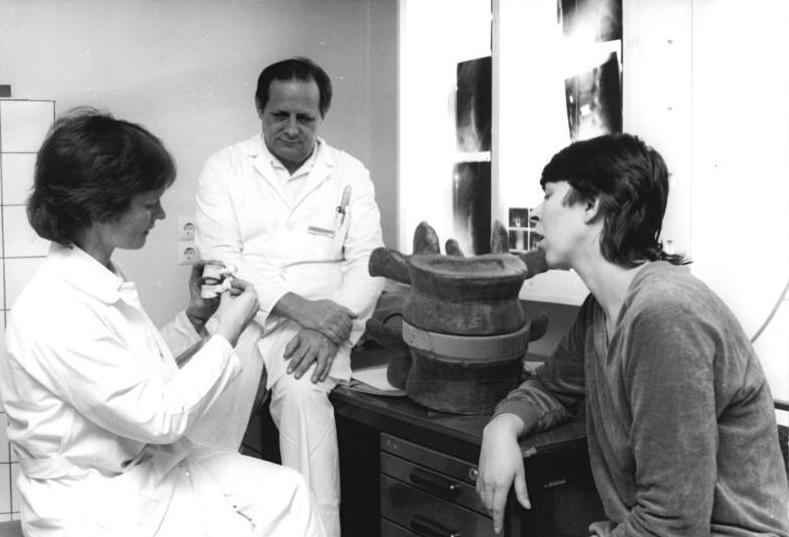
Karin Büttner-Janz (links im Bild) und Kurt Schellnack (Mitte) entwickelten in den 1980er Jahren an der Charité eine Prothese zum künstlichen Bandscheibenersatz.

## Leben
Schellnack wurde in Cottbus eingeschult. Seine Mutter war Hausfrau, sein Vater Angestellter und später Soldat im Krieg. Nach dem Abitur begann er ein Medizinstudium an der Humboldt-Universität zu Berlin, der Charité. Nach dem Studium arbeitete Schellnack zunächst als Betriebsarzt und als leitender Arzt des Ambulatoriums der Großbaustelle Lübbenau, wo das Kraftwerk Lübbenau entstand. Im Jahr 1963 kehrte er an die Charité zurück, wo er bis 1995 als leitender Oberarzt arbeitete. Er habilitierte sich mit einer Arbeit zum Thema Die Entwicklung von sagittaler Rückenform, Muskelkraft und Haltungsleistung und die Bedeutung der Rückenform als dispositioneller Faktor dystropher Wirbelsäulenveränderungen. Sein Interessenschwerpunkt galt der Endoprothetik diverser Körpergelenke. So sorgte Schellnack dafür, dass Patienten mit künstlichen Gelenken perioperativ ein Antibiotikum erhielten und die Vorteile der Charité bezüglich der Versorgung mit „West-Prothesen“ genutzt wurden.
Schellnack gehörte zum Reisekader, durfte etwa nach Tuttlingen oder Hamburg reisen, um die neuesten Innovationen rund um künstliche Hüft- und Kniegelenke kennenzulernen. Seine Erfahrungen mündeten in der Entwicklung einer eigenen künstlichen Hüftpfanne. Er war Mitentwickler der ersten künstlichen Bandscheibe, die weltweit eine neue Behandlungsstrategie bei der degenerativen Bandscheibenerkrankung einleitete und einen neuen Markt für diese Implantate eröffnete. Die ersten Implantationen des Modells 1 wurden 1984 durchgeführt. Dann wurde Modell 2 (1985) entwickelt mit einer größeren Abstützfläche im Bandscheibenraum.
Als Spezialist für Wirbelsäulenerkrankungen erhielt er für Forschungen zu künstlichen Zwischenwirbelscheiben 1986 den Nationalpreis der DDR III. Klasse für Wissenschaft und Technik.